# Râul Lupacul Mic
Râul Lupacul Mic este un afluent al râului Gelug. 

## Hărți
- Harta județului Caraș-Severin